# Museu d'Art Modern Gran Duc Joan

Vista exterior de l'edifici modern

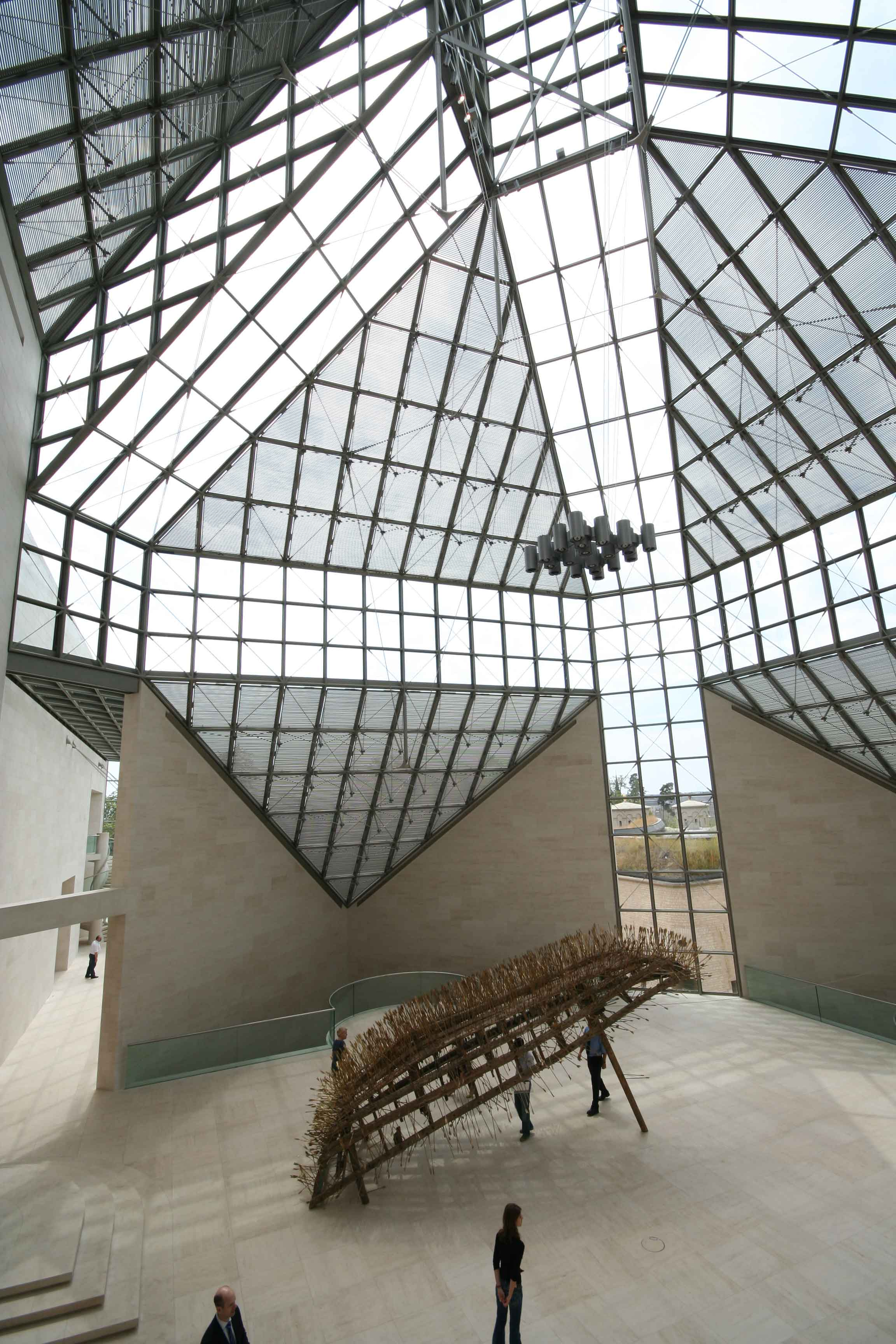
Vista interior del museu.

El Musée d'art moderne Grand-Duc Jean (en francès: Musée d'histoire de la Ville de Luxembourg, Mudam) és un museu de Luxemburg dedicat a l'art modern, situat al barri de Kirchberg, a la ciutat de Luxemburg.

## Història
Va ser creat pel Govern de Luxemburg sota el lideratge del primer ministre Jacques Santer el 1989, amb motiu de les celebracions del 25 aniversari del regnat del Gran Duc Joan. És per això que porta el seu nom.
El Mudam és a Luxemburg la contrapartida d'art contemporani de classe mundial, com el Centre Pompidou (París), el MACBA (Barcelona), el MoMA (Nova York), etc.
Disset anys van transcórrer des del moment en què li va ser atorgat el disseny del museu al premi Pritzker l'arquitecte Ieoh Ming Pei
i la inauguració de l'edifici, principalment a causa d'una controvèrsia local sobre l'ús que hauria de fer-se amb les restes d'una fortalesa, dissenyada per Sébastien Le Prestre de Vauban, en què es troba l'edifici.
Entre el 1999, data del començament dels treballs i el 2006 el museu va constituir pacientment la seva col·lecció sota la direcció de Marie-Claude Beaud, es va crear un comitè científic que assessorava les adquisicions de les obres amb nombroses associacions i amb institucions internacionals i del país, i amb els artistes, un programa obert a tots els camps de la creació. Va organitzar esdeveniments ocasionals i conferències amb artistes i també virtualment a través de la seva pàgina web. La inauguració al públic es va realitzar el 2 de juliol de 2006 en presència de la família Gran Ducal i de nombrosos representants d'altres famílies reials.

## Col·leccions
Les col·leccions del museu contenen obres de molts artistes i dissenyadors com: Alvar Aalto, Marina Abramović, Bernd et Hilla Becher, Pierre Bismuth, Sophie Calle, Hussein Chalayan, Claude Closky, Tony Cragg, Richard Deacon, Damien Deroubaix, Jan Fabre, Günther Förg, Charles Fréger, Bernard Frize, Franz Gertsch, Nan Goldin, Marie-Ange Guilleminot, Andreas Gursky, Peter Halley, Thomas Hirschhorn, Fabrice Hybert, William Kentridge, Claude Lévêque, Richard Long, Michel Majerus, Martin Margiela, Bruce Nauman, Grayson Perry, Pipilotti Rist, Thomas Ruff, Julian Schnabel, Thomas Schütte, Cindy Sherman, Katharina Sieverding, Wolfgang Tillmans, Laure Tixier, Cy Twombly i Xavier Veilhan.